# Boletus calopus
Boletus calopus, también llamado, en España, pie rojo amargo, es un hongo basidiomiceto de la familia Boletaceae, propio de áreas montañosas y que puede encontrarse en los suelos pobres, ácidos y con cierta aridez, tanto de bosques de coníferas como de frondosas. Su sabor es amargo, por lo que no es apto para el consumo.

## Morfología
El cuerpo fructífero está rematado por un sombrero carnoso que puede alcanzar los 20 centímetros de diámetro. Su forma puede variar entre hemisférico y convexo. El sombrero presenta una coloración parduzca, que puede variar entre el marrón claro, el gris claro y el parduzco verdoso. Su cutícula es seca y sin brillo. Los tubos de la parte inferior del sombrerillo son largos y estrechos, de color amarillo limón, y acaban en poros del mismo color, que toman un color verdoso cuando la seta está madura. Los poros toman un color azulado al tacto. El pie mide entre 6 y 8 (hasta 12) centímetros de largo por entre 2 y 5 de ancho. Es duro, robusto y con una textura reticulada de color amarillo sobre un fondo que varía en degradado desde el rojo sangre de la base hasta el amarillo limón de la zona superior. La esporada es ocre u oliváceo pardusca. La carne es amarillenta, y toma un tono azulado cuando se corta. Su sabor es astringente al principio, para volverse muy amargo después.

## Posibilidades de confusión
Es posible confundirlo con el Boletus satanas, que es tóxico y de sabor ácido y no amargo, así como con el Boletus radicans, que no posee el color rojizo del pie. Debido a la coloración del sombrero, podría confundirse con Boletus appendiculatus. Son marcas distintivas del B. calopus la coloración del pie y de los poros.